# Liste der Monuments historiques in Uffholtz
Die Liste der Monuments historiques in Uffholtz führt die Monuments historiques in der französischen Gemeinde Uffholtz auf.

## Liste der Bauwerke
| Bezeichnung                      | Beschreibung | Standort                      | Kennzeichnung | Schutzstatus | Datum | Bild |
| -------------------------------- | --- | ----------------------------- | ------------- | ------------ | ----- | ---- |
| Schlachtfeld Hartmannswillerkopf | Befestigungs- und Grabensystem des Ersten Weltkriegs mit Unterständen, Stollen und Schützengräben, hier der Bereich des Camp Hoche am Col de Herrenfluh; auch auf dem Gebiet von Hartmannswiller, Soultz-Haut-Rhin, Wattwiller und Wuenheim | nordwestlich des Ortes (Lage) | PA00085724    | Classé       | 1924  |      |